# Espérance Sportive de Tunis (pallavolo maschile)
L'Espérance Sportive de Tunis è una società pallavolistica maschile tunisina con sede a Tunisi: milita nel campionato tunisino.

## Rosa 2022-2023
| N° | Nome                | Ruolo | Data di nascita   | Nazionalità sportiva |
| -- | ------------------- | ----- | ----------------- | -------------------- |
| 4  | Nabil Miladi        | C     | 28 febbraio 1988  | Tunisia              |
| 6  | Skander Ben Tara    | C     | 22 gennaio 1985   | Tunisia              |
| 8  | Ilyès Karamosli     | S     | 22 agosto 1989    | Tunisia              |
| 10 | Hichem Kaabi        | O     | 13 settembre 1986 | Tunisia              |
| 12 | Mehdi Ben Cheikh    | P     | 13 maggio 1979    | Tunisia              |
| 13 | Malek Chekir        | S     | 15 gennaio 1993   | Tunisia              |
| 14 | Aymen Karoui        | C     | 7 aprile 1989     | Tunisia              |
| 16 | Saddem Hmissi       | L     | 16 febbraio 1991  | Tunisia              |
|    | Chokri Jouini       | O     | 25 aprile 1989    | Tunisia              |
|    | Marouane Fehri      | S     | 1º luglio 1979    | Tunisia              |
|    | Mohamed Ben Slimane | P     | 29 novembre 1981  | Tunisia              |
|    | Bilel Ben Hassine   | C     | 22 giugno 1983    | Tunisia              |
|    | Elyes Garfi         | S     | 8 giugno 1993     | Tunisia              |
|    | Sami Hamzaoui       | L     |                   | Tunisia              |
|    | Wassim Ben Tara     | O     | 3 agosto 1996     | Tunisia              |

## Palmarès
- 24 Campionati tunisini: 1964, 1965, 1966, 1967, 1968, 1969, 1976, 1978, 1993, 1996, 1997, 1998, 1999, 2007, 2008, 2015, 2016, 2018, 2019, 2020, 2021, 2022, 2023, 2024.
- 21 Coppa di Tunisia: 1964, 1965, 1966, 1967, 1980, 1993, 1994, 1996, 1997, 1999, 2000, 2007, 2010, 2014, 2017, 2018, 2019, 2020, 2021, 2022, 2023.
- 8 Supercoppe di Tunisia: 2008, 2009, 2018, 2019, 2020, 2021, 2022, 2023
- 5 Champions League d'Africa: 1994, 1998, 2000, 2014, 2021
- 2 Coppa Araba: 2007, 2014